# Thomas Denman, 1. Baron Denman

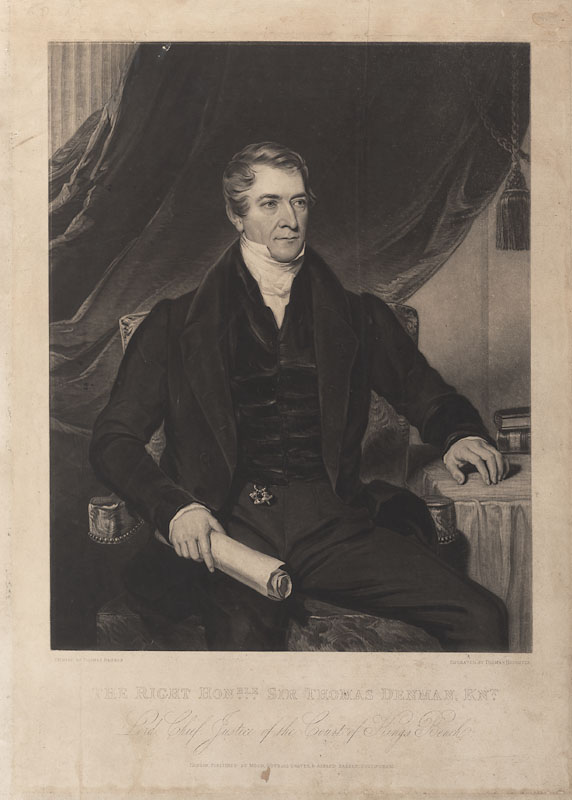
Thomas Denman, 1. Baron Denman

Thomas Denman, 1. Baron Denman PC, KC (* 23. Juli 1779 in London; † 26. September 1854 in Stoke Albany, Northamptonshire) war ein britischer Anwalt, Richter und Politiker. Er war von 1832 bis 1850 Lord Chief Justice.

## Leben
Denman war Sohn von Dr. Thomas Denman. Im Alter von vier Jahren besuchte er die Palgrave Academy, eine Art Boarding School mit Unterricht auch für Vorschulkinder in Suffolk, wo seine Bildung von Anna Laetitia Barbauld und ihrem Ehemann überwacht wurde. Er besuchte später das Eton College und das St John’s College, wo er 1800 sein Studium abschloss. 1806 wurde er am Lincoln’s Inn als Anwalt zugelassen und begann sofort zu praktizieren.
Sein Erfolg kam schnell und innerhalb einiger Jahre erreichte er vor Gericht eine Position an zweiter Stelle nur noch hinter Henry Brougham, 1. Baron Brougham and Vaux, und James Scarlett. Er tat sich vor allem mit seiner Verteidigung der Luddites hervor.
Seinen glänzendsten Auftritt vor Gericht hatte er als Rechtsberater von Caroline von Braunschweig-Wolfenbüttel. Seine Rede vor dem House of Lords war sehr schlagkräftig und einige kompetente Richter sahen sie als nicht schlechter als die Broughams an. Sie enthielt ein oder zwei gewagte Abschnitte, die den König zu seinem erbitterten Feind machten und Denmans rechtmäßige Beförderung verzögerte.
Bei der Parlamentswahl 1818 wurde er als Abgeordneter des House of Commons für Wareham wiedergewählt und nahm seinen Sitz als Teil der Whig-Opposition an. Im folgenden Jahr kehrte er für Nottingham ins Parlament zurück. Diesen Sitz hatte er bis 1826 und dann erneut von 1830 bis zu seiner Ernennung zum Richter 1832 inne. 1822 wurde er Stadtrichter von London (Common Sergeant). Seine liberalen Grundsätze hatten es bis dahin verhindert, dass er ein öffentliches Richteramt bekam.
1830 wurde er in der Regierung von Charles Grey, 2. Earl Grey, zum Attorney General for England and Wales berufen und zwei Jahre später zum Lord Chief Justice of England and Wales. 1834 wurde er in den Adelsstand als Baron Denman, of Dovedale in the County of Derby erhoben. Als Richter ist er vor allem durch seine Entscheidung im Immunitäts-Prozess Stockdale v. Hansard von 1839 bekannt. 1850 trat er als Chief Justice zurück und zog sich ins Privatleben zurück.
Er war Gouverneur des London Charter House und Vize-Präsident der Corporation of the Sons of the Clergy.

## Familie
Lord Denman heiratete 1804 Theodosia Anne, die Tochter des Reverend Richard Vevers. Sein Landsitz war Middleton Hall, Stoney Middleton in Derbyshire. Er starb in Stoke Albany, Northamptonshire im Alter von 75 Jahren. Sein Nachfolger als Baron wurde sein Sohn Thomas.
Sein Sohn, Joseph Denman, war Offizier der Britischen Marine.